# Ioachim Bârză
Ioachim Bârză (n. 12 noiembrie 1867, com. Biertan, județul Târnava Mare - d. în sec. al XX-lea) a fost un deputat în Marea Adunare Națională de la Alba Iulia, organismul legislativ reprezentativ al „tuturor românilor din Transilvania, Banat și Țara Ungurească”, cel care a adoptat hotărârea privind Unirea Transilvaniei cu România, la 1 decembrie 1918.:p. 31

## Biografie
Ioachim Bârza s-a născut în comuna Biertan, județul Târnava Mare, la data de 12 noiembrie 1867. A fost comerciant în Mediaș, unde deținea și o proprietate în Piața Regele Ferdinand, nr. 8.:p. 31

## Activitatea politică

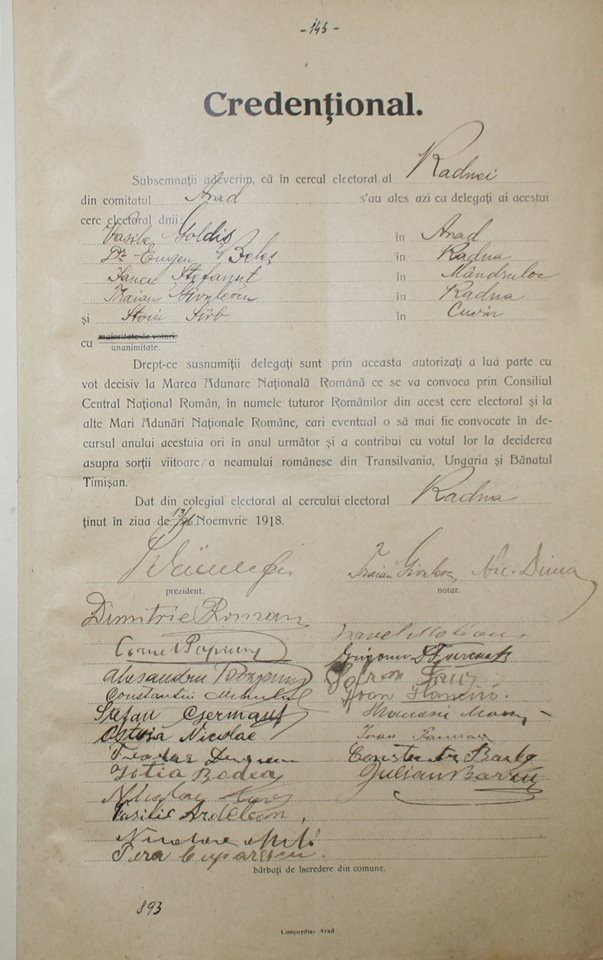
Credențional

În 1918 a fost ales membru în Consiliul Național al orașului Mediaș și cel al județului Târnava Mare, din partea cărora a participat ca delegat și a votat unirea la Marea Adunare Națională de la Alba Iulia din 1 decembrie 1918.:p. 31